# Kophobelemnon heterspinosum
Kophobelemnon heterspinosum är en korallart som beskrevs av Kükenthal 1910. Kophobelemnon heterspinosum ingår i släktet Kophobelemnon och familjen Kophobelemnidae. Inga underarter finns listade i Catalogue of Life.